# Ziua Independenței: Renașterea
Ziua Independenței: Renașterea (titlu original: Independence Day: Resurgence) este un film american din 2016 regizat, co-produs și co-scris de Roland Emmerich. Rolurile principale au fost interpretate de actorii Liam Hemsworth, Jeff Goldblum, Bill Pullman, Jessie Usher, Maika Monroe, Sela Ward, Judd Hirsch, Brent Spiner și William Fichtner. Este o continuare a filmului Ziua Independenței din 1996.

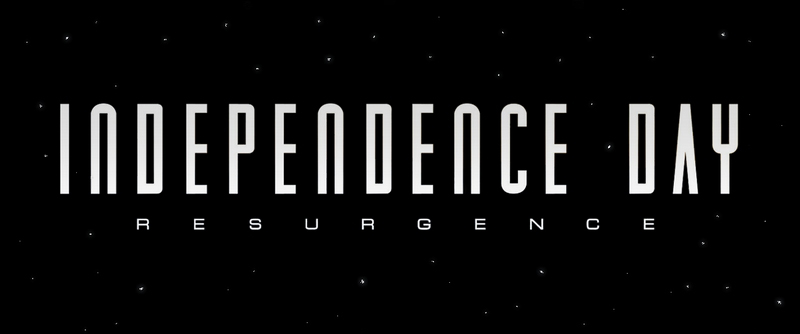

## Prezentare
La douăzeci de ani de la prima invazie extraterestră o nouă amenințare mai puternică vine spre Pământ cu o navă și mai mare. De data asta întreaga planetă este protejată de  Earth Space Defensie (ESD) care folosește și tehnologie extraterestră.

## Distribuție
| Actor                | Personaj                     |
| -------------------- | ---------------------------- |
| Liam Hemsworth       | Jake Morrison                |
| Jeff Goldblum        | David Levinson               |
| Bill Pullman         | Thomas J. Whitemore          |
| Jessie Usher         | Dylan Hiller                 |
| Maika Monroe         | Patricia Whitemore           |
| Sela Ward            | Președinte Elizabeth Lanford |
| William Fichtner     | General Joshua Adams         |
| Judd Hirsch          | Julius Levinson              |
| Brent Spiner         | Dr. Brakish Okun             |
| Patrick St. Esprit   | Ministrul Apărării Tanner    |
| Vivica A. Fox        | Jasmine Hiller               |
| Angelababy           | Rain Lao                     |
| Charlotte Gainsbourg | Catherine Marceaux           |
| DeObia Oparei        | Dikembe Umbutu               |
| Nicolas Wright       | Floyd Rosenberg              |
| Travis Tope          | Charlie Miller               |
| Chin Han             | Jiang Lao                    |
| Gbenga Akinnagbe     | Matthew Travis               |
| Robert Loggia        | William Grey                 |

## Primire
Siteul Rotten Tomatoes a dat filmului un scor de 33%  bazat pe 117 opinii, iar Metacritic un scor de 32/100 bazat pe 35 de critici.

## Posibilă continuare
Într-un interviu acordat revistei Empire, regizorul Emmerich a dezvăluit că un al treilea film va fi produs în funcție de succesul celui de-al doilea. De asemenea a afirmat că publicul nu va trebui să mai aștepte încă 20 de ani până la apariția acestuia. La finalul filmului, Sfera este uimită de rasa umană și le promite că îi va ajuta să călătorească între stele pentru a putea continua lupta împotriva Harvesters pe planeta de origine a acestora.  Conform regizorului, al treilea film al seriei va fi o călătorie intergalactică care va avea loc probabil după un an sau doi, deoarece vrea să mențină același grup de oameni, în special personajele tinere.